# 小阪田
小阪田（おさかでん）は、兵庫県伊丹市の大字。住居表示は実施しておらず、下に9つの小字がある。郵便番号は小字により管轄が分かれており、伊丹郵便局の管轄する字都賀元（とがもと）などが664-0833、池田郵便局の管轄する字食田（くいた）が563-0801となっている。

## 地理
旧川辺郡神津村に属した地域。全域が大阪国際空港の敷地内であり、居住者はいないが空港北ターミナルビル（日本航空グループ）や各種の付随施設が小阪田を所在地としている。空港の北に兵庫県警・毎日新聞社・読売新聞大阪本社・朝日新聞社の格納庫が連なっているが、このうち兵庫県警・毎日・読売の格納庫が立ち並ぶ部分は伊丹市下河原、朝日新聞社の格納庫部分は大阪府池田市空港の飛地となっている。
北を下河原と大阪府池田市豊島南、北東を池田市空港、東を豊中市蛍池西町、南東を豊中市南空港町、南を伊丹市岩屋、南西を伊丹市森本、西を伊丹市桑津、北西を伊丹市中村と接する。

## 歴史
古くは摂津国川辺郡伊居太（いけだ）の里と呼ばれていた場所の一部。『川辺郡誌』（1914年）によると現在の大阪府池田市に当たる部分が豊島郡に属して以降も当地は川辺郡に留まり、貞元年間（976年 - 978年）に小坂田へ改称したとされる。江戸時代には小坂田村となり、主にタバコや綿花の栽培が行われていた。
明治に入って神津村の大字となり、表記を小阪田に改める。1920年（大正9年）の時点で人口272人。1941年（昭和16年）、阪神国際飛行場の拡張工事に際して用地収容が行われ小阪田と東桑津の集落を解体。東桑津は猪名川東岸の飛地（池田川筋と現在の桑津4丁目部分）だけを残して小阪田に編入される。両地区の居住者は全員退去すると共に、域内の寺社も全て周辺へ移転した。

## 交通
大阪国際空港の所在地である。大阪モノレール本線の大阪空港駅は一部の敷地が小阪田に在るが、住所は駅長室の位置より豊中市蛍池西町となっている。
伊丹市バス、阪急バス、その他各種のリムジンバスが空港から伊丹市内や周辺各地へ発着している。